# (52747) 1998 HM151
(52747) 1998 HM151 — транснептуновый объект класса кьюбивано. Об объекте известно крайне мало. Его перигелий находится на расстоянии 41,902 а.е. от Солнца, а афелий на 47,5 а.е. от Солнца. Его диаметр предположительно 116 км. Он был открыт 29 апреля 1998 года в обсерватории Мауна-Кеа, Гавайи.